# Massanassa
Massanassa település Spanyolországban, Valencia tartományban. Massanassa Alfafar, Catarroja, Paiporta és Valencia községekkel határos. Lakosainak száma 10 345 fő (2024).

## Népesség
A település népessége az utóbbi években az alábbiak szerint változott:
| Lakosok száma | 7456 | 7843 | 8325 | 8968 | 8809 | 9149 | 9375 | 9667 | 9929 | 10 345 |
|               | 2001 | 2004 | 2007 | 2009 | 2012 | 2014 | 2017 | 2019 | 2022 | 2024   |